# Беньо, Юрий Владимирович
Юрий Владимирович Беньо (укр. Юрій Володимирович Беньо́; род. 25 апреля 1974, Львов) — украинский футболист и футбольный тренер.

## Биография
Первые тренеры — Георгий Сырбу и Анатолий Крощенко. Окончил Львовский медицинский институт. Начинал играть во львовских любительских командах. Сезоны 1994/95 и 1995/96 провёл в команде «Гарай» (Жолква) — команда выступала во Второй лиге. Позже Беньо играл во львовских «Карпатах», где коллективом руководил Мирон Маркевич, с клубом получил «бронзу» в сезоне 1997/98. Талантливого игрока пригласили в «Шахтёр» (Донецк), но в этой команде сыграл только половину сезона. Позже перешёл в запорожский «Металлург», где стал капитаном команды. В феврале 2004 года его вызвали в сборную Украины на товарищеский матч против сборной Ливии, но на поле он не появился. Вошёл в символическую сборную «Карпат» времён независимости.
В 2005 году латвийская «Вента» пригласила на должность главного тренера Олега Лужного и поставила цель — чемпионство и выход в Лигу чемпионов. Лужный пригласил польского вратаря Мацея Налепу и защитника Юрия Беньо. Вскоре клуб объявил о своём банкротстве и после нескольких первых туров (в Латвии чемпионат проводят по системе «весна-осень») летом 2005 года Юрий вернулся во Львов. Он поддерживал спортивную форму выступлениями за любительскую команду «Пустомыты» в первенстве Львовской области.
Перед началом чемпионата Украины 2005/06 были предложения продолжить карьеру в «Металлурге» (Запорожье) или в «Арсенале» (Киев). Защитник выбрал Киев. Стал не только игроком основного состава, но и капитаном «Арсенала». В столичной команде выступал под номером 7.
Сезон 2008/09 начал в основном составе «Арсенала», но проведя первые 9 игр, в октябре 2008 года принял предложение войти в тренерский штаб новичка украинской Премьер-лиги ФК «Львов». 17 июня стал главным тренером этого клуба
8 августа 2009 года после поражения от «Полтавы» в Кубке Украины подал в отставку. В феврале 2017 года Юрий Беньо стал помощником, возглавившего словенский клуб «Целье» Игора Йовичевича, совмещая новую должность с работой в тренерском штабе юношеской сборной Украины (U-19).

## Достижения
- Бронзовый призёр чемпионата Украины: 1997/98
- Финалист Кубка Украины: 1998/99
- Мастер спорта Украины: 1998